# Route nationale 107 (Italie)
Pour les articles homonymes, voir Route nationale 107.
La route nationale 107 (SS 107, Strada statale 107 ou Strada statale "Silana Crotonese") est une route nationale d'Italie, située en Calabre, elle relie Paola à Crotone sur une longueur de 137,3 km.
La route fait partie de la route européenne 846.

## Parcours

Parcours de la SS 107.